# Hârciog european
Hârciogul european (Cricetus cricetus), sau hamsterul comun, este un mamifer rozător, unica specie din genul Cricetus, familia Muridae. Este prezent nativ într-un areal larg în majoritatea Europei, Rusiei, până în Kazahstan. Este considerat dăunător datorită depozitelor mari de grăunțe pe care le face. Blana sa este apreciată și era vânat pentru ea. Specia este considerată ca fiind în siguranță deși în anumite zone europene este amenințată cu dispariția.

## Descriere
Are un corp gros, coadă scurtă, prezintă buzunare în amândouă părțile gurii în care își depozitează hrana pentru a o transporta în galeriile subterane unde hibernează. Blana este de culoare gălbui-roșcată, cu pieptul și burta negre. Coada este scurtă. Formula sa dentală este 1/1, 0/0, 0/0, 3/3.

## Comportament
Este o specie nocturnă sau crepusculară. Trăiește singur în sisteme complexe de tuneluri. Se hrănește cu semințe, legume, rădăcini și ierburi dar și cu insecte, fiind un animal omnivor.